# Demografia dos Países Baixos

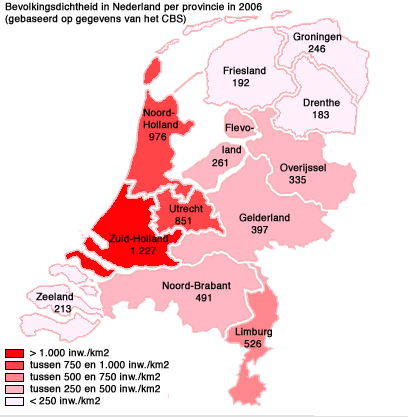
Densidade populacional dos Países baixos por província. Nota-se que a maioria esmagadora da população vive na costa do país.

Em março de 2016, os Países Baixos contavam com uma população de 17 132 911 pessoas, com um acréscimo de 23 000 pessoas (ou mais 0,15%) em relação ao ano anterior. Esse incremento resultou de um crescimento vegetativo de 49 000 pessoas e de um saldo migratório negativo de 26 000 migrantes.
Com mais de 450 habitantes por quilômetro quadrado, o país é um dos mais densamente povoados do mundo.

## Etnia e imigração
Em 2016, cerca de 13 milhões de pessoas (ou 77% da população do país) afirmavam ser etnicamente holandesas (Nederlanders). Com a maior integração e expansão da União Europeia (UE) na década de 2000, os Países Baixos começaram a receber mais imigrantes dos novos membros, particularmente do leste da Europa. Só em 2007, cerca de 100 000 pessoas vieram desta região. O número de migrantes europeus legais dobrou entre 2007 e 2011 para mais de 200 000 pessoas, com algumas estimativas afirmando que a real quantidade pode chegar a 300 000.
De acordo com a Eurostat, em 2010, havia mais de 1,8 milhões de estrangeiros vivendo nos Países Baixos, correspondendo a 11,1% da população geral. Destes, 1,4 milhões (8,5% dos habitantes) nasceram fora da União Europeia e 428 mil (2,6%) nasceram em algum país membro da UE, sendo a maioria vindos da Bélgica, Alemanha, Polônia e do Reino Unido.
Como resultado das grandes ondas migratórias registradas desde a década de 1990, a população não-nativa do país cresceu exponencialmente com o passar dos anos. Houve também, contudo, ainda que em menor escala, bastante emigração. Em 2005, por exemplo, perto de 121 000 cidadãos deixaram o país, enquanto 94 000 imigrantes legais entraram. Em 2006, cerca de 101 150 pessoas imigraram para os Países Baixos, sendo que 66 658 nasceram na Europa, Oceania, nas Américas ou no Japão, e outros 34 492 eram de outros países em desenvolvimento (especialmente da Ásia e Oriente Médio). Indonésios, em particular, são um grande grupo étnico na Holanda, com mais de 700 mil morando no país, uma herança da chamada 'Índias Orientais Neerlandesas'.
De acordo com estatísticas oficiais, em 2007, a taxa de fecundidade entre a população nativa dos Países Baixos era de 1,72 filhos por mulher em idade fértil (uma melhora, se comparado ao ano 2000, quando a taxa era de 1,60, mas bem abaixo da taxa de reposição ideal de 2,1). A taxa de fecundidade entre imigrantes residentes no país é relativamente maior. Entre imigrantes marroquinos, por exemplo, a taxa era de 2,87 em 2007, enquanto entre imigrantes turcos, a taxa de fecundidade era de 1,88.

## Línguas
Há duas línguas oficiais, ambas germânicas, o neerlandês e o frísio. O neerlandês (ou holandês) é falado por quase toda a população nativa do país, ou cerca de 90% dos habitantes em geral. Também é falado na Flandres belga e no Suriname. É uma  língua germânica ocidental do grupo baixo-frâncico, que se originou no início da Idade Média (c. 470) e foi padronizada no século XVI. O frísio só é usado na província setentrional da Fryslân. Existem também outras línguas provinciais reconhecidas e dialetos regionais. Vários dialetos do baixo-saxônico são usados em boa parte do norte, sem reconhecimento oficial. Nas fronteiras meridionais, os falares têm variedades baixo-frâncicas e alemãs, sendo possível que sua melhor classificação seja, em vez de neerlandês, flamengo ocidental ou alemão. Cerca de 89% da população adulta, em 2005, afirmava falar inglês em um "bom nível".

### Distribuição geográfica
- Frísio ou frisão, uma das línguas oficiais da província de Frísia. É falada por 453 mil pessoas.[11]
- Vários dialetos do baixo-saxão neerlandês são falados em grande parte do nordeste do país e são reconhecidos como línguas regionais, de acordo com a Carta Europeia das Línguas Regionais ou Minoritárias O baixo-saxão é falado por 1.798 mil pessoas.[12]
- Outro dialeto que detém o estatuto de língua regional é o limburguês, falado na província sudeste de Limburgo. Tem 825 mil falantes. Apesar de haver um movimento pelo seu reconhecimento como língua oficial, é importante notar que o limburguês, na verdade, consiste de um grande número de dialetos, que partilham alguns aspectos comuns mas são bastante diferentes.[13]

Tanto o baixo saxão como o limburguês se difundiram além da fronteira germano-neerlandesa e pertencem a um mesmo continuum dialetal neerlandês-baixo alemão .
- O inglês é língua oficial nos municípios especiais de Bonaire, Saba e Sint Eustatius (chamadas Ilhas BES), no Caribe. É muito difundido em Saba e Sint Eustatius.
- Papiamento é uma língua oficial no município especial de Bonaire.

A Holanda também tem a sua  própria língua de sinais, chamada Nederlandse Gebarentaal(SNG) ainda está à espera de reconhecimento. Tem 17,5 mil falantes.
Há uma tradição de aprendizado de línguas estrangeiras nos Países Baixos: cerca de 89% do total da população têm um bom conhecimento de inglês, 70% deAlemão, 29% de francês e 5% de espanhol.

## Religião
A maioria da população (63% em 1999) não se considera parte de igreja alguma. A minoria restante se divide principalmente entre o catolicismo, (18%) mais forte o sul dos grandes rios, e o protestantismo, ao norte (15%). A maior parte destes protestantes pertence à Igreja Reformada Neerlandesa.
Talvez porque sua guerra de independência tenha estado intimamente relacionada aos conflitos religiosos desencadeados pela Reforma, o país tem uma tradição de tolerância e liberalidade. Mais recentemente, as políticas nacionais sobre drogas recreacionais, prostituição, o casamento homossexual e a eutanásia atraem atenção internacional; Amsterdã tende a ser vista como uma cidade onde "pode tudo".